# Meroles cuneirostris
Meroles cuneirostris (клиноносий меролес) — вид ящірок родини ящіркових (Lacertidae). Мешкає в Намібії і ПАР.

## Поширення і екологія
Клиноносі меролеси мешкають в пустелях Намібу та Намакваленду на південному заході Намібії (на південь від Волфіш-Бей) та на крайньому північному заході ПАР, серед піщаних дюн, слабо порослих рослинністю, на висоті до 1400 м над рівнем моря. Шукають їжу на піщаних поверхнях, зариваються в пісок.